# Rolls-Royce Buzzard
El Rolls-Royce Buzzard (también conocido como motor H) fue un propulsor aeronáutico de pistones británico. Con una cilindrada de 36.7 litros, producía aproximadamente 800 HP (597 kilovatios) de potencia. Diseñado y construido por Rolls-Royce, contó con una configuración de 12 cilindros en 'V' de 6 plg (152,4 milímetros) de diámetro y 6,6 plg (167,6 milímetros) de carrera. Fabricado a finales de la década de 1920, solo se vendieron 100 unidades. Un desarrollo adicional fue el motor Rolls-Royce R, un modelo de competición concebido específicamente para el Trofeo Schneider. El Buzzard se desarrolló ampliando a escala el motor Kestrel en una proporción de 5:6.

## Variantes
(Según la lista de Lumsden)
Buzzard IMS, (H.XIMS)
(1927), potencia máxima 955 HP (712,1 kilovatios), nueve motores producidos en Derby.
Buzzard IIMS, (H.XIIMS)
(1932-33), potencia máxima 955 HP (712,1 kilovatios), relación de transmisión de la hélice reducida (0.553:1), 69 motores producidos en Derby.
Buzzard IIIMS, (H.XIVMS)
(1931-33), potencia máxima 937 HP (698,7 kilovatios), relación de impulsión de la hélice más reducida (0.477:1), 22 motores producidos en Derby.

## Aplicaciones

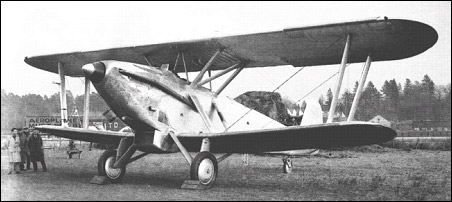
El único Vickers Type 207 con motor Buzzard (hacia 1933)

- Blackburn Iris
- Blackburn M.1/30
- Blackburn Perth
- Handley Page H.P.46
- Hawker Horsley
- Kawanishi H3K
- Short Singapore I
- Short Sarafand
- Vickers Type 207

## Especificaciones (Buzzard IMS)
Según Lumsden:
Características generales
- Tipo: motor de pistón de avión Vee refrigerado por líquido de 12 cilindros
- Diámetro: 152.4 mm (6 in)
- Carrera: 167.6 mm (6.6 in)
- Desplazamiento: 36.7 litros (2239.3 in³)
- Longitud: 1923 mm (75.7 in)
- Ancho: 777 mm (30.6 in)
- Altura: 1128 mm (44.4 in)
- Peso seco: 517 kg (1140 lb)

Componentes
- Tren de levas: árbol de levas elevado
- Sobrealimentación: Compresor de una etapa
- Tipo de combustible: gasolina de 73-77 octano
- Sistema de refrigeración: refrigerado por líquido

Prestaciones
- Potencia de salida: 800 CV (600 kW)
- Potencia específica: (16.3 kW/l) 0.36 CV/in³
- Relación de compresión: 5.5:1
- Relación potencia-peso: 0.7 CV/lb

## Nota
1. ↑  Sin ajustar por la inflación, el precio pagado por Malcolm Campbell a Rolls-Royce por el "R37" en 1933